# Petre Ionescu-Muscel
Petre Ionescu-Muscel (n. 6 iunie 1901, Domnești – d. 18 decembrie 1972, București) a fost un profesor universitar doctor, laureat al Universității din Roma, fost prefect al județului Muscel, pionier al școlii pozitive penale din România. Era unul din cei 10 copii ai preotului Nicolae Ionescu.

## Studii
După terminarea cursului primar la Domnești cu învățătorul N. Hănescu, și-a continuat studiile la Câmpulung. La 16 ani, după decesul părinților, Petre Ionescu-Muscel se afla la București unde a urmat clasa a VI-a de liceu, pe care l-a făcut în particular, fiindcă nu avea bani pentru a urma liceul de stat. În 1924 a absolvit facultatea de Drept din București. Doi ani mai târziu, statul italian a acordat două burse de studii la Roma (1926). Acordarea burselor s-a făcut pe bază de concurs. Candidatul Petre Ionescu-Muscel a fost admis ca bursier la Universitatea din Roma. Examenul de doctorat l-a susținut la 16 iulie 1928 cu teza „Doctrina pozitivă penală”, sub coordonarea profesorului Enrico Ferri.

## Activitate profesională
După doctorat devine avocat la Curtea de Apel București, Secția a III-a, își continuă cariera didactică ca profesor universitar în cadrul Facultății de Drept, Universitatea București (1924-1949), fost prefect de Muscel din partea Partidului Național Liberal (1937), sub I. Gh. Duca, neurmând însă fracțiunea lui Gh. Tătărăscu. A fost membru corespondent al „Giustizia Penale Italiano”, susținând conferințe la Roma, Milano, Torino.
După război, transformările politico-sociale au schimbat soarta profesorului dr. Petre Ionescu-Muscel. Prin reforma învățământului i-a fost desființată catedra fiind nevoit să lucreze în fabrica „Textila Grivița” pentru a-și întreține familia.
Din inițiativa și prin munca sa permanentă s-au realizat opere ce au ridicat comuna Domnești sub toate aspectele:
- Construirea spitalului (1937);
- Banca Populară „Agricola” (1935);
- Construirea băilor populare (1935);
- Reconstrucția școlilor și formarea grupului Școlar și Agricol (1942). Începând cu anul școlar 2009-2010 se va numi Colegiul Tehnic „Petre Ionescu-Muscel”[1]
- Declararea comunei stațiune balneoclimaterică (1936).

## Studii și articole
- Antropologia criminală și pozitivismul penal (1929)
- Doctrina pozitivă penală (București, 1922; traducere din limba italiană)
- L*uomo delinquente (1929), sintetizarea operei lui Cesare Lombroso
- Enrico Ferri - profesorul și opera (1929)
- Raffaele Garofalo (contribuția sa la fondarea Școlii Pozitive Penale), București, 1930
- Sur le droit penal en Roumanie (București, 1931)
- Istoria dreptului penal român (București, 1931)